# Comtat de Cerdanya
El Comtat de Cerdanya fou un dels comtats catalans que es constituí en el territori de la Gòtia després de la conquesta franca. En els seus orígens, el Comtat de Cerdanya va incloure la vall alta del Segre. És el precedent medieval de la comarca de la Cerdanya.

## Domini franc i unió amb Urgell
A principis del segle ix, després de la conquesta del territori pels francs, que hi posà fi al domini àrab, el comtat de Cerdanya fou governat pel comte Borrell, que també era comte d'Urgell; segons sembla, Borrell d'Urgell-Cerdanya (798?-812) estava sota l'autoritat dels comtes de Tolosa.
Després del govern de Borrell, els comtats d'Urgell i Cerdanya foren regits pels comtes aragonesos Asnar I Galí i el seu fill Galí I Asnar. El 839, aquests dos comtats foren concedits a Sunifred d'Urgell-Cerdanya, fill del comte Bel·ló de Carcassona, que els regí fins que fou assassinat el 848, per homes fidels a Guillem II de Tolosa, fill de Bernat de Septimània, comte executat el 844 a Tolosa per haver-se rebel·lat contra el rei Carles el Calb, al qual Sunifred s'havia mantingut lleial.
Després de la mort de Sunifred, els dos comtats foren regits pel comte Salomó d'Urgell-Cerdanya (848 - 870), de qui no sabem gairebé res per falta de documentació.
El 870, Carles el Calb concedí els comtats d'Urgell i Cerdanya a Guifré I (Guifré el Pilós), segurament fill de Sunifred d'Urgell-Cerdanya; vuit anys després, el 878, Guifré el Pilós rebé de Lluís el Tartamut les investidures dels comtats de Barcelona i Girona.

## La dinastia de Cerdanya
La mort del rei Lluís el Tartamut (879) va assenyalar el principi de la disgregació de l'Imperi Carolingi; durant el darrer quart del segle ix, els reis francs perderen el poder i, a tot arreu de l'antic imperi, els comtes i governants locals deixaren de ser uns funcionaris que el rei nomenava i destituïa a la seva voluntat per esdevenir uns petits sobirans que havien convertit els seus càrrecs en hereditaris i, en conseqüència, havien originat nissagues.
Per això, a la mort de Guifré el Pilós (897) els seus fills –Guifré Borrell, Miró, Sunifred i Sunyer– passaren a governar conjuntament tots els dominis del seu pare administrant-los sota presidència del primogènit, Guifré Borrell. Aviat, però, quan cadascun dels comtes cogovernants tingué descendència, calgué abandonar la idea d'herència conjunta i, llavors, cada fill transmeté individualment als seus hereus la part del conjunt comtal que regia: Guifré Borrell, juntament amb Sunyer, Barcelona, Girona i Osona; Sunifred, Urgell; i Miró, Cerdanya, Conflent i Berga.
Aquest repartiment de l'herència de Guifré el Pilós va tenir com a conseqüència separar els comtats d'Urgell i Cerdanya, que havien estat units durant tot el segle ix; l'evolució posterior de la història de les nissagues comtals catalanes feu que aquesta separació esdevingués irreversible. Per altra banda, al comtat de Cerdanya hi foren annexionats els pagi de Berga, Conflent, Fenolleda i Capcir; a més, a la mort del comte Radulf I de Besalú, esdevinguda entre els anys 913 i 920, el comte Miró de Cerdanya s'annexionà el comtat de Besalú.
A la mort de Miró (927), els seus comtats passaren als seus fills en règim de cogovern indivís, però, com que eren menors d'edat, hi exercí la regència la seva mare, la comtessa vídua Ava, fins que, cap al 941, en fer-se grans, assumiren plenament les funcions comtals: el primogènit, Sunifred (927-965), prengué el govern de Cerdanya, Guifré II, subordinat a Sunifred, fou comte de Besalú (927-957), Oliba Cabreta col·laborà amb Sunifred en el govern de la Cerdanya, i Miró Bonfill es feu eclesiàstic.
Després de les morts de Guifré II de Besalú (957), assassinat arran d'una revolta al comtat, i de Sunifred (965), possiblement solter, el nou cap del llinatge fou Oliba Cabreta; aquest governà la Cerdanya i encomanà el comtat de Besalú a Miró Bonfill (965 - 984) que, actuant com a subordinat seu, el regí fins i tot després d'haver esdevingut bisbe de Girona, el 971.
Quan va morir Miró Bonfill (984), Oliba Cabreta quedà com a únic governant del comtat de Cerdanya, que comprenia la Cerdanya, el Baridà, la vall de Ribes, la vall de Lillet, el Berguedà, Besalú, el Ripollès, el Vallespir, l'alta plana del Rosselló des d'Illa fins a Sant Esteve del Monestir, el Conflent, la Fenolleda, el Capcir, el Donasà i Perapertusa.
El 988 Oliba Cabreta va retirar-se al monestir de Montecassino, on es feu monjo. Llavors, els seus comtats se'ls repartiren els seus fills Oliba –Ripoll i Berga–, Guifré II –Cerdanya i Conflent–, i Bernat Tallaferro –Besalú–. El 1002, Oliba es feu monjo a Ripoll; aleshores Berga fou annexionada a Cerdanya, i Ripoll a Besalú.

## La revolució feudal
A Cerdanya, el comte Guifré II (988 - 1035) abdicà i es feu monjo a Sant Martí de Canigó. El seu fill i successor Ramon Guifré (1035 - 1068) va entrar en conflicte, per una banda, amb els comtes de Foix i els de Tolosa pel control del pas de Pimorent, i, per altra, pel seu intent de crear-se un domini propi a la frontera de l'Emirat de Làrida, amb els comtes Ramon Berenguer I de Barcelona i Ermengol III d'Urgell, als quals s'alià Guillem el Gras de Besalú. Ramon Guifré va enfrontar-se, a més, amb el bisbe d'Elna a causa de les espoliacions infligides pel comte al monestir de Sant Miquel de Cuixà, per la qual cosa Ramon Guifré va arribar a ser excomunicat.
Aquesta situació bèl·lica va afeblir seriosament el poder comtal; els nobles se n'aprofitaren per vendre's al millor postor. Així, si Ramon Guifré va aconseguir subornar el vescomte d'Urgell Mir Guillem perquè traís Ermengol III, també trobem barons cerdans al servei de Ramon Berenguer I de Barcelona, i d'altres com ara el bisbe d'Urgell Guillem Guifré que, segons li convenia, es mantenia fidel al seu comte, Ermengol III, o s'aliava amb el seu germà, Ramon Guifré.
En aquest moment de marasme polític, a Cerdanya, s'esdevingué la revolta del vescomte Bernat Sunifred. Els seus dominis es trobaven a l'àrea septentrional del comtat, a la vall del Segre, el Conflent i també a l'Arieja on, mitjançant adquisicions, no gaire clares, Bernat Sunifred s'hi havia bastit un territori propi amb centre a Merenç, vila que havia fet posar sota sobirania nominal dels comtes de Tolosa, per així sostreure-la a l'autoritat cerdana.
Al segle xi, l'atractiu de la Cerdanya ja no és, com a l'època de les lluites entre àrabs i francs, la seva condició de reducte aïllat i de fàcil defensa, sinó la seva situació geogràfica, com a lloc de pas obligat per dirigir-se a al-Àndalus des de les contrades pirinenques de la Gàl·lia; aleshores, el principal punt estratègic del comtat és el coll de Pimorent, on es cobrava peatge als mercaders que hi transitaven; el control d'aquest pas, que ja havia provocat lluites entre Ramon Guifré i els comtes de Foix i els de Tolosa, fou el motiu de l'alçament de Sunifred; el vescomte, arbitràriament, va incorporar tota la vall de Querol fins a Iravals, on es cobrava el peatge, al seu domini de Merenç.
En un primer moment, sembla com si el comte reeixís a imposar-se; Ramon Guifré aconseguí obligar Bernat Sunifred a comparèixer davant d'una assemblea de magnats, celebrada a Cornellà de Conflent el 28 de gener de 1047, on el vescomte va renunciar a Iravals i admeté el domini del comte de Cerdanya sobre les seves possessions de més enllà del Pimorent, com ara Merenç; a més, per un posterior pacte de pacificació, el vescomte cedí a Ramon Guifré el seu castell alodial de Jóc, al Conflent, per reprendre-l'hi en feu, juntament amb tres fortaleses més, que foren les de Sant Martí d'Arabó, Miralles i Queralt, situades a la vall del Segre, per les quals, Bernat Sunifred jurà fidelitat a Ramon Guifré. Tanmateix, tot just haver pres possessió d'aquestes fortaleses, el vescomte devia sentir-se prou fort per trencar la fidelitat jurada i reprendre les hostilitats, i així, a més de fer matar dos fidels importants del comte, atorgà el castell de Pellendia, al Conflent, a enemics de Ramon Guifré, assolà els dominis de Sant Miquel de Cuixà, atacà pel seu compte el comtat de Besalú, tot i haver-hi treva amb aquest comtat, i, sobretot, intentà apoderar-se de nou d'Iravals, però, no podent aconseguir-ho, va decidir instaurar un peatge concorrent a Merenç, que arruïnà el del comte a Iravals.
Amb el suport del vescomte de Berga i del de Fenolleda, com també del bisbe Guillem Guifré, Bernat Sunifred degué enfortir considerablement la seva posició; en un nou judici, celebrat a Cornellà de Conflent el 1061, el vescomte aconseguí ser readmès a la fidelitat de Ramon Guifré a canvi, únicament, de retornar el castell de Queralt, alguns feus menors més, i d'indemnitzar mil sous a pagar a la comtessa, tot conservant, però, el control dels peatges de Pimorent que Ramon Guifré, amb el suport dels pagesos de Merenç contra l'aliança de Bernat Sunifred amb el comte de Foix, no aconseguí recuperar fins al 1064.
Aquesta victòria, que permeté a Ramon Guifré d'estendre el seu domini de nou a la cara nord del Pimorent, no va significar, però, la restauració del poder comtal a Cerdanya; Bernat conservà no sols el títol de vescomte, sinó també els seus dominis, força amplis a la regió occidental del comtat, i, mort Bernat Sunifred, un fill seu es titulà vescomte de Cerdanya i un altre, vescomte d'Urtx, amb el que això significà de minva del poder comtal, que no va poder aconseguir anihilar el seu oponent. Tot i la victòria del comte Guillem Ramon I (1068 - 1095), fill i successor de Ramon Guifré (1035 - 1068), sobre el comte Guislabert II de Rosselló en el conflicte per la possessió de Cuixà, i de la iniciativa comtal de la fundació de Vilafranca de Conflent, entre 1088 i 1092, la dinastia vescomtal, protagonista de la revolta nobiliària a la Cerdanya, va poder consolidar les seves posicions a la part occidental del comtat; a més, l'absentisme del comte Guillem Jordà (1095 - 1109), que el 1101 va marxar cap a Terra Santa com a croat, afeblí el poder comtal.

## Sota el domini del comte a Barcelona
A Cerdanya, va morir sense fills el comte Bernat I de Cerdanya (1109 - 1118), successor del seu germà Guillem Jordà (1095 - 1109), mort a Terra Santa, després d'haver deixat el govern del comtat el 1101. En aquesta situació, ja fos per testament o perquè el comte Ramon Berenguer III de Barcelona, com a cosí germà de Bernat Guillem -fill de Sança, germana de Ramon Berenguer II-, era el seu parent més proper, Cerdanya passà a domini del comte de Barcelona, sense cap oposició, fora de la de Guillem de Salsa, net d'Enric, germà del comte Guillem Ramon de Cerdanya (1068 - 1095). Guillem de Salsa va reclamar els seus drets sobre el comtat; i així va generar-se un contenciós, no resolt fins a 1134, regnant ja Ramon Berenguer IV, fill i successor de Ramon Berenguer III. Per l'annexió de Cerdanya, els dominis del Casal de Barcelona esdevingueren limítrofs dels de la casa comtal de Foix; d'ací que, per tal d'allunyar-lo de possibles aliances amb Bernat Ató o amb Alfons Jordà de Tolosa, Ramon Berenguer III va concertar el matrimoni del comte Roger III de Foix amb Ximena, vídua de Bernat III de Besalú.

## Annexió al Principat de Catalunya
A la seva mort (1162), Ramon Berenguer IV deixà el comtat de Cerdanya al seu fill Pere, qui, tanmateix, havia de reconèixer posseir el comtat en feu del primogènit Alfons I (Alfons el Cast). Pere va morir sense descendència i, en aplicació del testament patern, el comtat passà al seu germà Sanç el 1181. El 1209, Pere I (Pere el Catòlic) concedí el comtat de Rosselló en feu al comte Sanç de Cerdanya; d'ençà d'aleshores, els dos comtats formaren una unitat territorial anomenada comtats de Rosselló i Cerdanya; el 1223, va morir el comte Sanç de Rosselló-Cerdanya; aleshores, els comtats els heretà el seu fill Nunó Sanç, el qual va morir el 1242 sense descendència; llavors, els comtats de Rosselló i Cerdanya passaren a domini del rei Jaume I.
Per tal de protegir els habitants d'Ix dels atacs dels comtes de Tolosa, rivals seus a Occitània, Alfons el Cast va traslladar la vila a un indret més arrecerat, conegut com a Montcerdà; aquest fou l'origen de Puigcerdà, fundada entre els anys 1177 i 1178, la qual heretà el paper de capital administrativa i militar del comtat que, durant els segles x i xi, Ix havia pres a Llívia. El comtat de Cerdanya fou envaït el 1198 per càtars, dirigits pel comte Ramon Roger I de Foix i pel vescomte Arnau I de Castellbò, que causà molts danys, especialment a les esglésies. Durant els anys 1223 i 1226, el comte Nunó Sanç hagué de combatre contra els intents del vescomte de Bearn, Guillem II de Montcada, d'apoderar-se del comtat; entre 1231 i 1233 fou el comte Roger Bernat II de Foix, hereu de l'antiga casa vescomtal de Cerdanya, qui intentà prendre el comtat a Nunó Sanç. Lluís VIII de França concedí a Nunó Sanç en feu perpetu la Fenolleda i el Perapertusa (1226), dominis que el comte vengué a Lluís IX el 1239. Per tal de disposar d'un centre administratiu al Baridà i de tenir una plaça forta enfront del comtat d'Urgell, el 1225 Nunó Sanç feu construir el nucli de Bellver de Cerdanya, al qual li atorgà una carta de població inspirada en la que Alfons el Cast havia concedit a Puigcerdà en el moment de la seva fundació.

## Sota el domini del rei de Mallorca
En el seu testament de 1261, Jaume I hi disposà que els comtats de Rosselló i Cerdanya havien de passar a formar part del Regne de Mallorques, que correspondria al seu fill Jaume, quedant separats d'Aragó, Catalunya i València que serien per a Pere II el Gran; a partir d'aleshores, l'infant Jaume administrà com a veguer el seu futur regne. A la mort de Jaume I (1276), aquest testament es dugué a la pràctica, i els comtats de Rosselló i Cerdanya passaren a domini de Jaume II de Mallorca (1276 - 1311), qui convertí Perpinyà en la segona capital del regne.

## Comtes de Cerdanya
Comtes d'Urgell i Cerdanya, nomenats pels reis francs
- Borrell de Cerdanya i Urgell (798 - 812)
- Asnar I Galí (812 - 834)
- Sunifred I de Cerdanya, Urgell i Barcelona (834 - 848)
- Salomó de Cerdanya i Urgell (848 - 870)
- Guifré I (Guifré el Pilós) (870 - 897)

Dinastia de Cerdanya
- Miró II el Jove (897 - 927)
- Sunifred II de Besalú i Cerdanya (927 - 965)
- Oliba I Cabreta (927 - 988)
- Guifré II de Cerdanya i Berga (988 - 1035)
- Ramon I de Cerdanya i Berga (1035 - 1068)
- Guillem I de Cerdanya (1068 - 1095)
- Guillem II Jordà (1095 - 1109)
- Bernat I de Cerdanya (1109 - 1117)

Comtes de Rosselló i Cerdanya
- Sanç de Rosselló-Cerdanya (1209 - 1223)
- Nunó Sanç (1223 - 1242)